# Uvaria furfuracea
Uvaria furfuracea este o specie de plante angiosperme din genul Uvaria, familia Annonaceae. A fost descrisă pentru prima dată de A. Dc., și a primit numele actual de la Henri Ernest Baillon. Conform Catalogue of Life specia Uvaria furfuracea nu are subspecii cunoscute.